# Баого (Пекін)
Храм Баого (кит. спр. 保国寺, піньїнь: Bǎoguósì, акад. Баого си пиньинь Bǎoguósì, пал. Баого си) — буддійський храм у Пекіні, КНР, в районі Січен. Нині відомий не стільки як буддійський храм, скільки як ринок антикваріату.

## Історія
Монастир побудований за династії Ляо в 1103.
Під час імперії Мін зруйнований землетрусом, а пізніше відновлений. На той час храм був місцем притулку для членів імператорської сім'ї. 
У період імперії Цин на території монастиря облаштували книжковий та квітковий ринок.
Після проголошення Китайської Народної Республіки в 1949 комплекс якийсь час був порожнім, але потім знову на його площах розгорнули торгівлю.
Станом на 2017 частково зберіг своє сакральне значення, хоча насамперед залишається відомим як один з найбільших антикварних ринків Пекіна. Два з трьох колись храмових залів перетворено на виставкові павільйони, також магазини з'явилися в інших будівлях, розташованих на ділянці монастиря. У вихідні на ринку з'являються вуличні торговці, які виставляють свою продукцію на розкладних столах і покривалах, а будні торгівля ведеться менш жваво. На ринку можна знайти різні сувеніри: статуетки, кухонне начиння, старовинні музичні інструменти, каліграфію; але в першу чергу ринок Баого спеціалізується на старовинних книгах, монетах та паперових грошах, марках, значках та листівках  .
У Китаї є інший храм Баого у провінції Чжецзян.

## Галерея

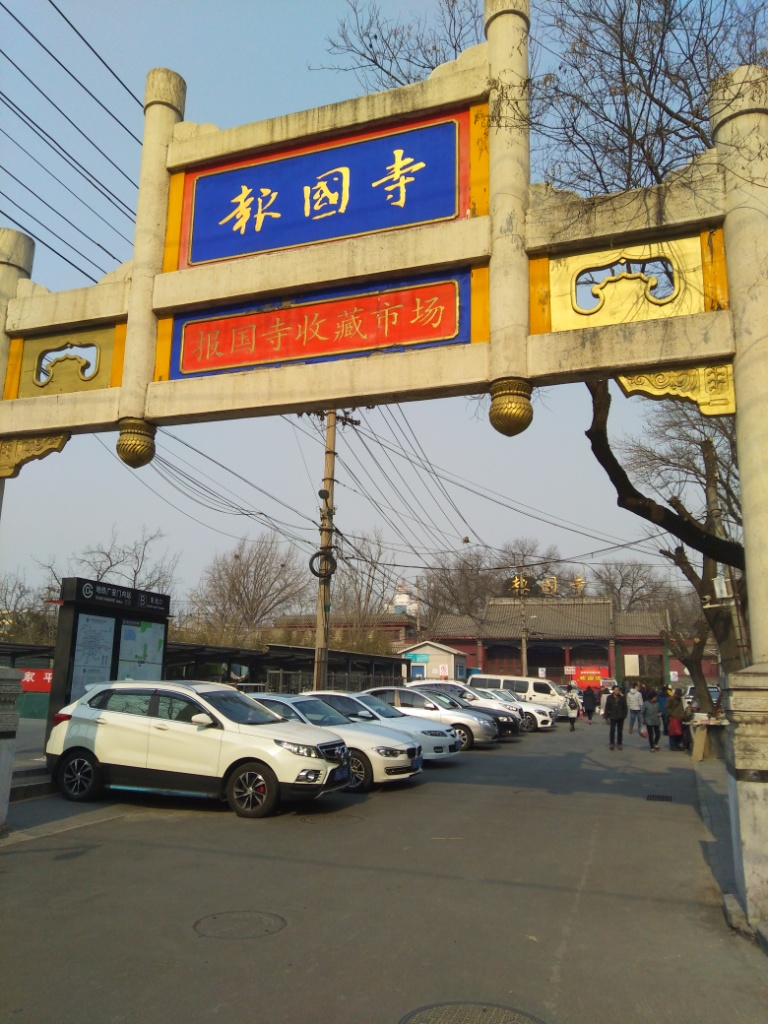
Брама перед входом у храм
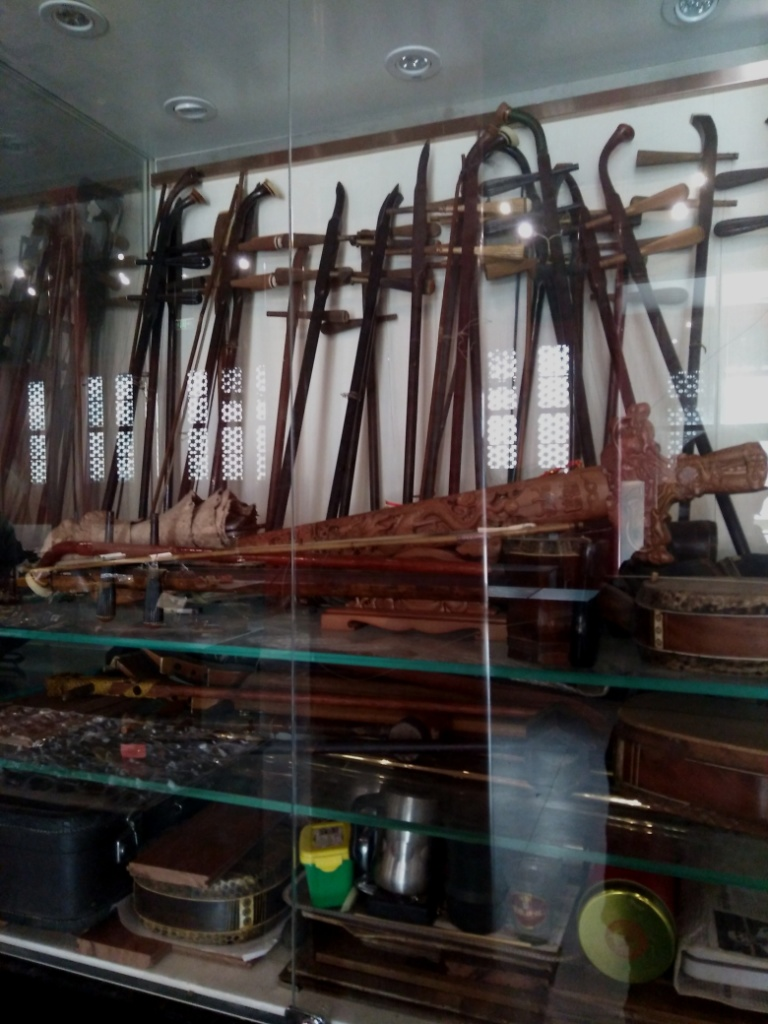
Старовинні музичні інструменти
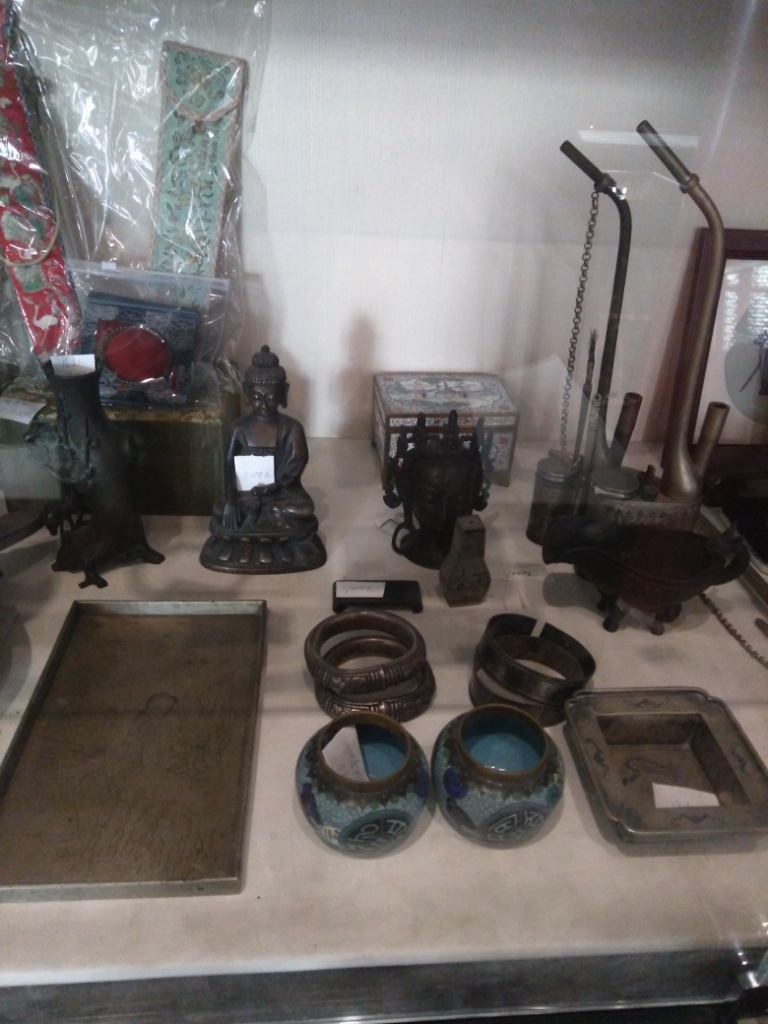
Сувеніри на ринку Баого
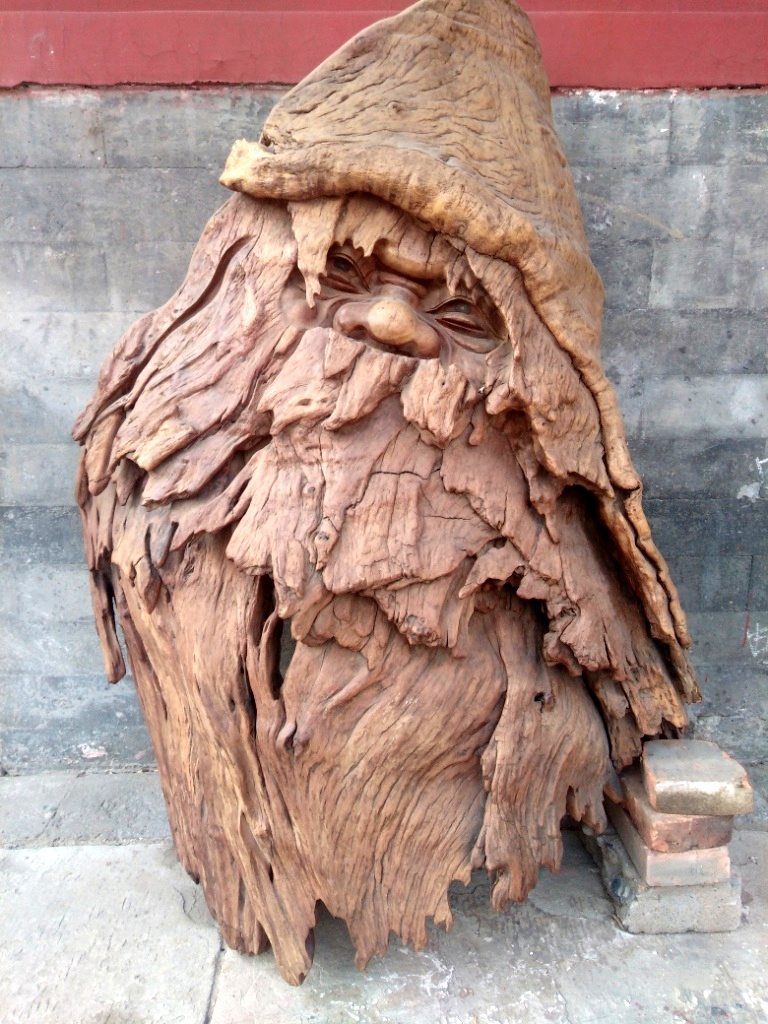
Дерев'яна голова на ринку Баого